# Femårsberättelser

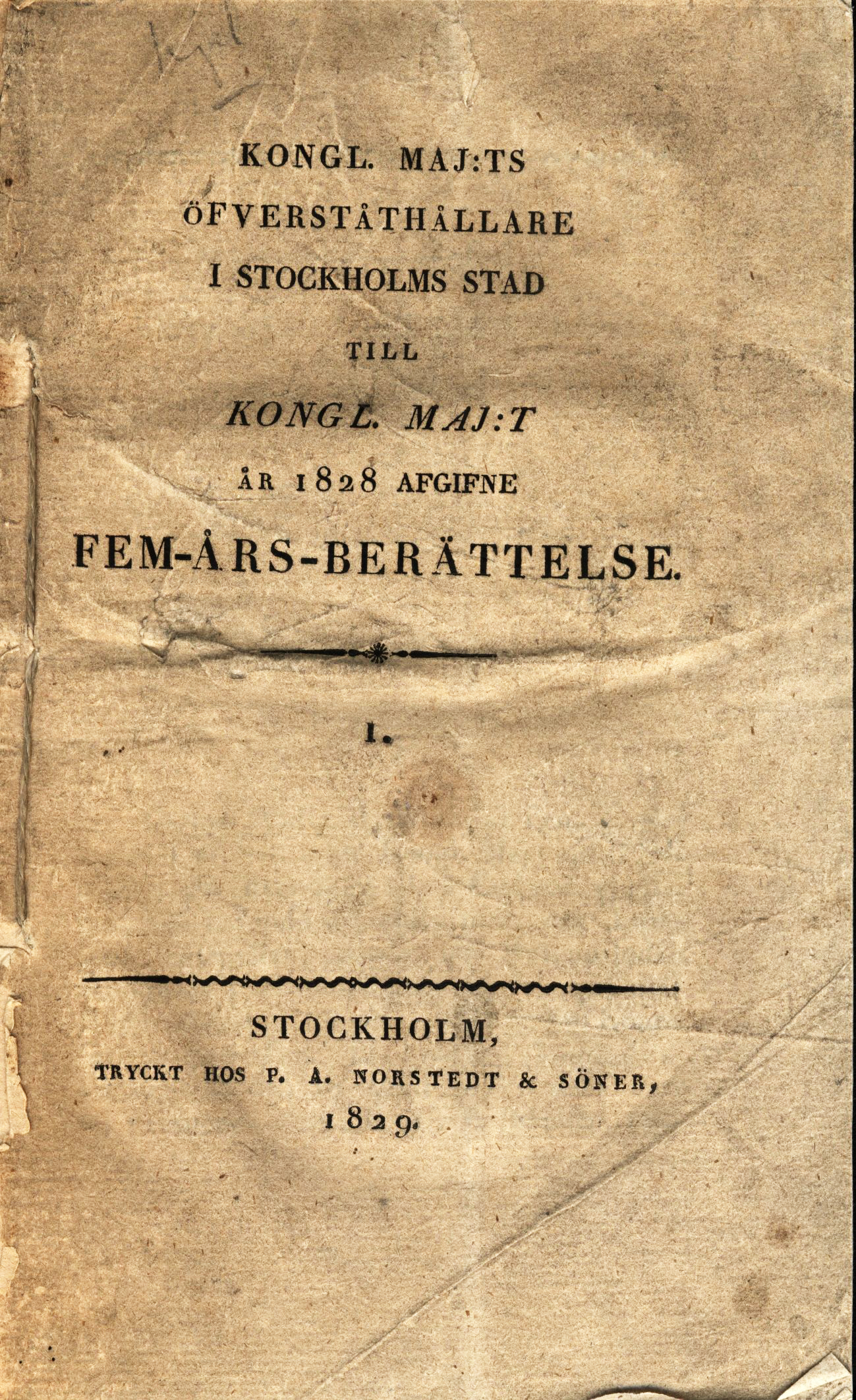
Femårsberättelse för Stockholms stad 1828

Femårsberättelser, egentligen K. M:ts befallningshafvandes femårsberättelser, är den allmänna benämningen på de berättelser över länens ekonomiska tillstånd, som överståthållaren och landshövdingarna efter utgången av varje femårsperiod sände in till regeringen och därefter trycktes av Statistiska centralbyrån (Bidrag till Sveriges officiella statistik. Litt. H.) 

## De tidiga landshövdingeberättelserna
Skyldigheten för landshövdingarna att redogöra för sina län, kan spåras tillbaka till uppkomsten av hela institutionen med landshövdingar. Enligt 1634 års regeringsform och 1635 års landshövdinginstruktion skulle nämligen landshövdingarna varje år på en bestämd tid personligen resa till Stockholm, för att där stå till svars för sin förvaltning. År 1662 ändrades instruktionen, så att regeringen istället krävde in skriftliga ämbetsberättelser. De berättelser som ännu finns bevarade (de flesta för något av åren 1661-1666) publicerades 1850 av Kungliga Samfundet för utgivande av handskrifter rörande Skandinaviens historia. Bestämmelsen verkar emellertid snart ha glömts bort. Den återkom dock 1735, då landshövdingarna ålades att till varje riksdag - alltså vart tredje år - inkomma med berättelse om länets tillstånd, "landskulturen" och skogarna med mera, som kunde leda till "förbättring af landets bästa". Det blev inte heller denna gång någon större ordning på uppfyllelsen av föreskriften, och först långt senare genom ett kungligt brev den 11 december 1766 uppnåddes en större stringens i rapporterandet. Efter Gustav III:s statskupp 1772 upphävdes bestämmelsen.

## Femårsberättelserna 1805-1905
Först genom det kungliga brevet av den 13 maj 1802 återinfördes åliggandet, som då fick form av femårsberättelser som inlämnades från och med 1805. De blev offentliga först från och med 1823, sedan form och innehåll blivit närmare bestämda genom kungligt brev den 17 april 1821. För Stockholms stad lämnades till en början inga femårsberättelser. En bestämmelse om att även  överståthållarämbetet skulle redogöra för tillståndet i Stockholm kom först 1827. Från och med perioden 1851-1855 sammanfaller den i berättelserna behandlade tidsrymden med jämna halvdecennier. Från och med perioden 1856-1860 ingick berättelserna i serien Bidrag till Sveriges officiella statistik och utarbetades av Statistiska centralbyrån på grundval även av andra källor än landshövdingarnas berättelser. De sista femårsberättelserna lämnades för perioden 1901-1905. Därefter behövde överståthållarämbetet och länsstyrelserna endast samla in för vissa av tabellerna och genom en förordning 1911 bortföll även den skyldigheten. Därefter svarade Statistiska Centralbyrån helt för statistiken.

### Femårsberättelsernas omfattning
1. Allmänna topografiska och klimatologiska förhållanden, administrativ indelning med mera.
2. Invånare.
3. Näringar.
4. Kommunikationer och varubyten
5. Kameralförhållanden
6. Politi (undervisningsanstalter, banker, försäkringsväsende, hälsovård, fattigvård, fromma stiftelser m. m.).

## Länsvisa sammandrag
För åren 1823-1827 och 1833-1855 gjorde man även länsvisa sammandrag av den insända statistiken. Den redovisades i stora tabeller som omfattade hela riket. Översikterna är digitaliserade av Statistiska Centralbyrån och tillgängliga online.
- 1823-1827
- 1833-1837
- 1838-1842
- 1843-1847
- 1848-1850
- 1851-1855

## Motsvarigheter i grannländerna
I Finland utgavs från och med perioden 1861-1865 Guvernörernas femårsberättelser om Finlands ekonomiska tillstånd jämte öfversikt däraf och i Norge utkom från och med 1835 femårsberättelser, kallade Beretninger om amternes œkonomiske tilstand.